# Montgirod
Montgirod korábbi község (település) Franciaországban, Savoie megyében. 2016. január 1-jén Aime és Granier községgel egyesült és Aime-la-Plagne új község része lett.
Lakosainak száma 490 fő (2018. január 1.). Montgirod Aime-la-Plagne, Hautecour, Notre-Dame-du-Pré, Saint-Marcel és Aime községekkel határos.

## Népesség
A település népességének változása:
| Lakosok száma | 513  | 503  | 431  | 416  | 397  | 437  | 470  | 483  | 482  | 490  |
|               | 1962 | 1968 | 1975 | 1982 | 1990 | 2008 | 2013 | 2015 | 2017 | 2018 |